# Flying Dutchman Records
Flying Dutchman Records was een Amerikaans jazz-platenlabel van platenbaas, producer en componist Bob Thiele. De platen werden aanvankelijk gedistribueerd door Atlantic Records en vanaf 1976 door RCA Records, die toen de nieuwe eigenaar van het label werd. De Flying Dutchman-platen zijn nu in handen van Sony Music Entertainment, die ze uitbrengt op het label Legacy Recordings. Musici die voor Flying Dutchman platen opnamen waren onder meer Oliver Nelson, de saxofonisten Gato Barbieri en Tom Scott, en zanger Lonnie Liston Smith.